# Ленка

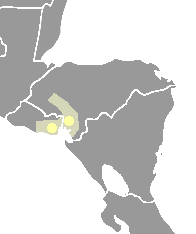
Територія поширення народу

Народ Ленка — основне корінне населення Гондурасу, близько 100 тисяч, живуть також у Сальвадорі. Загальна чисельність близько 190 тисяч. Розмовляли мовою ленка, котра зараз вважається зниклою. Сучасні ленка переважно римо-католики, але деякі громади ленка зберігають і практикують місцеві вірування. Ленка живуть в центральних муніципалітетах департаменту Ла-Пас, і західних департаментах Лемпіра, Окатепеке та Інтібука, а також у північній частині країни.